# Prix national de la culture et de l'art
Le prix national de la culture et de l'art de Lituanie (en lituanien, Nacionalinė kultūros ir meno premija), créé en 1989, est une distinction accordée pour des réalisations dans le domaine des arts ou de la culture. Le prix est décerné chaque année, avec six catégories distinctes depuis 2006 (jusqu'alors existaient neuf catégories).

## Objet de la distinction
Le prix national de la culture et de l'art récompense les contributions notables à la culture, notamment les œuvres d'artistes ou collectifs d'artistes. Les lauréats peuvent être des citoyens de la Lituanie ou des membres de la Lithuanian World Community (en), une organisation non-gouvernementale qui vise à rassembler les personnes d'origine lituanienne vivant à l'étranger. Le prix peut récompenser des travaux ou réalisations remontant jusqu'à sept ans auparavant ; ce délai n'était que de cinq ans à la création de la distinction, en 1989.

## Organisation
Les candidatures sont ouvertes jusqu'au 15 septembre de chaque année, tandis que le nom des lauréats est annoncé le 15 décembre. Le choix des candidats pour le prix est désormais du ressort des associations professionnelles et des entreprises – jusqu'à 2008, les propositions pouvaient être faites par le public. Les lauréats sont ensuite choisis par un comité spécial. La décoration est officiellement remise au palais présidentiel de Vilnius des mains du président de la République, le 16 février, la date étant un hommage à la Déclaration d'indépendance de la Lituanie du 16 février 1918.
Chaque prix comprend un signe commémoratif, un diplôme et une dotation monétaire (environ 104 000 litas). Il n'est possible de recevoir le prix national qu'une fois.
En mai 2008, il y avait 156 récipiendaires du prix national. En 2012, ils étaient 177.

## Lauréats
- 1990 : Julius Juzeliūnas (1916-2001), compositeur ;
- 1997 : Onutė Narbutaitė (°1956), compositrice ;
- 2001 : Feliksas Bajoras (°1934), compositeur ;
- 2003 : Vytautas Barkauskas (1931-2020), compositeur ;
- 2004 : Almantas Grikevičius (1935-2011), réalisateur
- 2006 : Rytis Mažulis (°1961), compositeur.
- 2016 : Valdas Papievis (1962-), écrivain